# Nawcz
Nawcz (kaszb. Nôwcz) – wieś kaszubska w Polsce, położona w województwie pomorskim, w powiecie wejherowskim, w gminie Łęczyce.
Według danych na dzień 31 grudnia 2011 roku wieś zamieszkuje 253 mieszkańców na powierzchni 4,82 km².

## Położenie
Miejscowość jest na trasie obecnie zawieszonej linii kolejowej Kartuzy – Lębork, na której był przystanek kolejowy Nawcz. Najbliżej położonym miastem jest Lębork, wieś znajduje się na południowy wschód od tego miasta.
| SIMC    | Nazwa   | Rodzaj  |
| ------- | ------- | ------- |
| 0167310 | Borówko | kolonia |

## Historia
Pierwszy dokument poświadczający istnienie miejscowości pochodzi z 1356 roku – akt nadania Rozłazina. Przez kolejne wieki miejscowość była własnością różnych rodów szlacheckich. Od 1658 roku stosowano jednolitą nazwę Navitz, po 1947 r. zmieniono na Nawcz.
W czasie drugiej wojny w Nawczu w okresie od 02.02.1945 do 09.03.1945 roku przetrzymywano 800 więźniów hitlerowskiego obozu Stutthof przybyłych Marszem Śmierci. Około 600 osób zmarło lub zostało zabitych. W 1961 roku utworzono koło Nawcza „Cmentarz Ofiar Marszu Śmierci”, na który przeniesiono zwłoki zmarłych i pomordowanych.

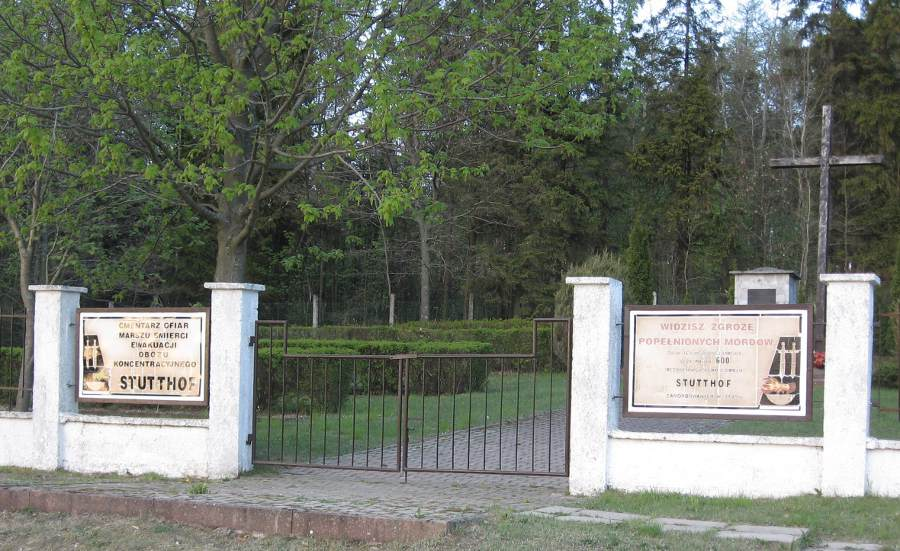
Cmentarz Ofiar Marszu Śmierci koło Nawcza

Na cmentarzu w Nawczu znajdują się groby 538 pomordowanych przez Niemców więźniów Stutthofu, którym niedane było nigdy osiągnąć celu marszu śmierci.
W latach 1992–1994 na miejscu baraków w których przetrzymywano więźniów obozu Stutthof wybudowano kościół-pomnik ofiar, który jest kościołem filialnym parafii w Rozłazinie. 
Pomiędzy 1945–1954 miejscowość administracyjnie należała do województwa gdańskiego, powiatu lęborskiego, gminy Rozłazino.
Po zniesieniu gmin i pozostawienie w ich miejscu gromad, w latach 1957–1975 miejscowość dministracyjnie należała do województwa gdańskiego, powiatu lęborskiego.
W latach 1975–1998 miejscowość administracyjnie należała do województwa gdańskiego.
Obecnie miejscowość zaliczana jest do ziemi lęborskiej włączonej w skład powiatu wejherowskiego.
W latach siedemdziesiątych XX wieku odświeżono projekt zachodniej obwodnicy kolejowej trójmiejskich portów. Niezrealizowany projekt przewidywał wyprowadzenie nowej linii z Kościerzyny (francuska magistrala węglowa) do Sierakowic (do istniejącej już linii Kartuzy-Lębork) w Nawczu miało powstać nowe odgałęzienie wschodnie w kierunku Luzina doprowadzające do linii Szczecin – Słupsk – Gdynia.

## Miejsca pamięci
- Cmentarz Ofiar Marszu Śmierci koło Nawcza
- kościół-pomnik w Nawczu